# Ophichthus
Genre
Synonymes
- Acanthenchelys Norman, 1922[1]
- Antobrantia Pinto, 1970[1]
- Centrurophis Kaup, 1856[1]
- Cogrus Rafinesque, 1810[1]
- Cryptopterus Kaup, 1860[1]
- Microdonophis Kaup, 1856[1]
- Muraenopsis Lesueur, 1856[1]
- Omochelys Fowler, 1918[1]
- Ophichtchys[1]
- Ophichthys[2]
- Ophichtys[1]
- Ophicthus[1]
- Ophychthus[1]
- Opichthus[1]
- Oxyodontichthys Poey, 1880[1]
- Paramyrus Günther, 1870[1]
- Poecilocephalus Kaup, 1856[1]
- Scytalophis Kaup, 1856[1]
- Uranichthys Poey, 1867[1]

Ophichthus est un genre de poissons téléostéens serpentiformes, de l'ordre des Anguilliformes.

## Liste des espèces
Selon World Register of Marine Species (30 novembre 2021) :
- Ophichthus alleni McCosker, 2010
- Ophichthus altipennis (Kaup, 1856)
- Ophichthus aniptocheilos McCosker, 2010
- Ophichthus apachus McCosker & Rosenblatt, 1998
- Ophichthus aphotistos McCosker & Chen, 2000
- Ophichthus apicalis (Anonymous (Bennett), 1830)
- Ophichthus arneutes McCosker & Rosenblatt, 1998
- Ophichthus asakusae Jordan & Snyder, 1901
- Ophichthus bicolor McCosker & Ho, 2015
- Ophichthus bonaparti (Kaup, 1856)
- Ophichthus brachynotopterus Karrer, 1983
- Ophichthus brasiliensis (Kaup, 1856)
- Ophichthus brevicaudatus Chu, Wu & Jin, 1981
- Ophichthus brevidorsalis Chiu & Hibino, 2019
- Ophichthus brevirostris McCosker & Ross, 2007
- Ophichthus celebicus (Bleeker, 1856)
- Ophichthus cephalozona Bleeker, 1864
- Ophichthus chennaiensis Das, Mohapatra, Rajendar & Bhaskar, 2020
- Ophichthus congroides McCosker, 2010
- Ophichthus cruentifer (Goode & Bean, 1896)
- Ophichthus cylindroideus (Ranzani, 1839)
- Ophichthus echeloides (D'Ancona, 1928)
- Ophichthus erabo (Jordan & Snyder, 1901)
- Ophichthus exourus McCosker, 1999
- Ophichthus fasciatus (Chu, Wu & Jin, 1981)
- Ophichthus fowleri (Jordan & Evermann, 1903)
- Ophichthus frontalis Garman, 1899
- Ophichthus genie McCosker, 1999
- Ophichthus gomesii (Castelnau, 1855)
- Ophichthus grandoculis (Cantor, 1849)
- Ophichthus hirritus McCosker, 2010
- Ophichthus humanni McCosker, 2010
- Ophichthus hyposagmatus McCosker & Böhlke, 1984
- Ophichthus ishiyamorum McCosker, 2010
- Ophichthus johnmccoskeri Mohapatra, Ray, Mohanty & Mishra, 2018
- Ophichthus kailashchandrai Mohapatra, Ray, Mohanty & Mishra, 2020
- Ophichthus kunaloa McCosker, 1979
- Ophichthus kusanagi Hibino, McCosker & Tashiro, 2019
- Ophichthus lentiginosus McCosker, 2010
- Ophichthus leonensis Blache, 1975
- Ophichthus limkouensis Chen, 1929
- Ophichthus lithinus (Jordan & Richardson, 1908)
- Ophichthus longicorpus Vo & Ho, 2021
- Ophichthus longipenis McCosker & Rosenblatt, 1998
- Ophichthus lupus Hibino, McCosker & Tashiro, 2019
- Ophichthus machidai McCosker, Ide & Endo, 2012
- Ophichthus macrochir (Bleeker, 1853)
- Ophichthus macrops Günther, 1910
- Ophichthus maculatus (Rafinesque, 1810)
- Ophichthus madagascariensis Fourmanoir, 1961
- Ophichthus manilensis Herre, 1923
- Ophichthus marginatus (Peters, 1855)
- Ophichthus mccoskeri Sumod, Hibino, Manjabrayakath & Sanjeevan, 2019
- Ophichthus mecopterus McCosker & Rosenblatt, 1998
- Ophichthus megalops Asano, 1987
- Ophichthus melanoporus Kanazawa, 1963
- Ophichthus melope McCosker & Rosenblatt, 1998
- Ophichthus menezesi McCosker & Böhlke, 1984
- Ophichthus microcephalus Day, 1878
- Ophichthus microstictus McCosker, 2010
- Ophichthus mystacinus McCosker, 1999
- Ophichthus naga McCosker & Psomadakis, 2018
- Ophichthus nansen McCosker & Psomadakis, 2018
- Ophichthus obtusus McCosker, Ide & Endo, 2012
- Ophichthus oligosteus Hibino, McCosker & Tashiro, 2019
- Ophichthus olivaceus McCosker & Bogorodsky, 2020
- Ophichthus omorgmus McCosker & Böhlke, 1984
- Ophichthus ophis (Linnaeus, 1758)
- Ophichthus pallens (Richardson, 1848)
- Ophichthus parilis (Richardson, 1848)
- Ophichthus polyophthalmus Bleeker, 1864
- Ophichthus pullus McCosker, 2005
- Ophichthus puncticeps (Kaup, 1859)
- Ophichthus remiger (Valenciennes, 1837)
- Ophichthus retrodorsalis Liu, Tang & Zhang, 2010
- Ophichthus rex Böhlke & Caruso, 1980
- Ophichthus roseus Tanaka, 1917
- Ophichthus rotundus Lee & Asano, 1997
- Ophichthus rufus (Rafinesque, 1810)
- Ophichthus rugifer Jordan & Bollman, 1890
- Ophichthus rutidoderma (Bleeker, 1852)
- Ophichthus semilunatus Hibino & Chiu, 2019
- Ophichthus serpentinus Seale, 1917
- Ophichthus shaoi McCosker & Ho, 2015
- Ophichthus singapurensis Bleeker, 1864-65
- Ophichthus spinicauda (Norman, 1922)
- Ophichthus stenopterus Cope, 1871
- Ophichthus tchangi Tang & Zhang, 2002
- Ophichthus tetratrema McCosker & Rosenblatt, 1998
- Ophichthus tomioi McCosker, 2010
- Ophichthus triserialis (Kaup, 1856)
- Ophichthus tsuchidae Jordan & Snyder, 1901
- Ophichthus unicolor Regan, 1908
- Ophichthus urolophus (Temminck & Schlegel, 1846)
- Ophichthus vietnamensis Vo, Hibino & Ho, 2019
- Ophichthus woosuitingi Chen, 1929
- Ophichthus yamakawai Hibino, McCosker & Tashiro, 2019
- Ophichthus zophochir Jordan & Gilbert, 1882

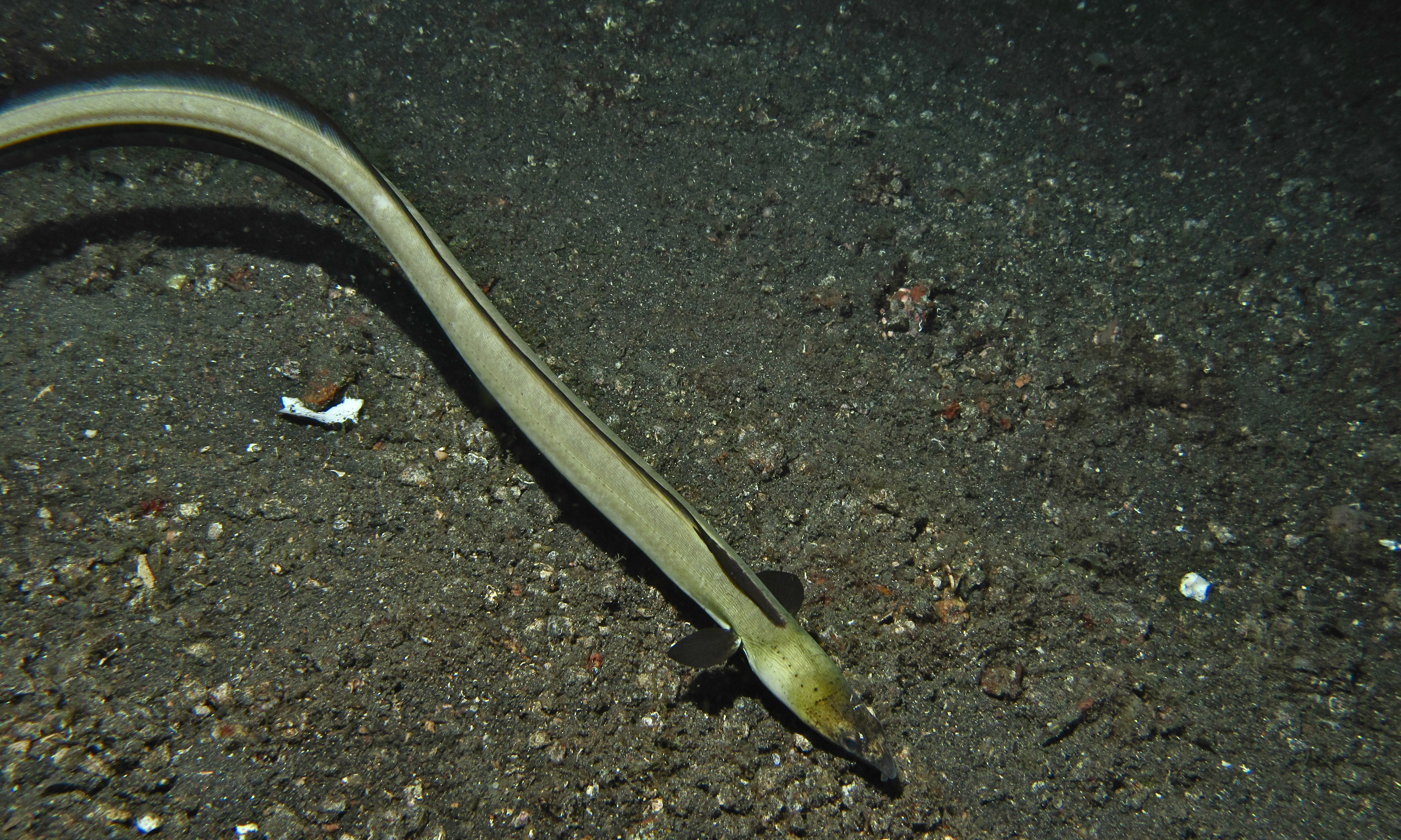
Ophichthus melanochir
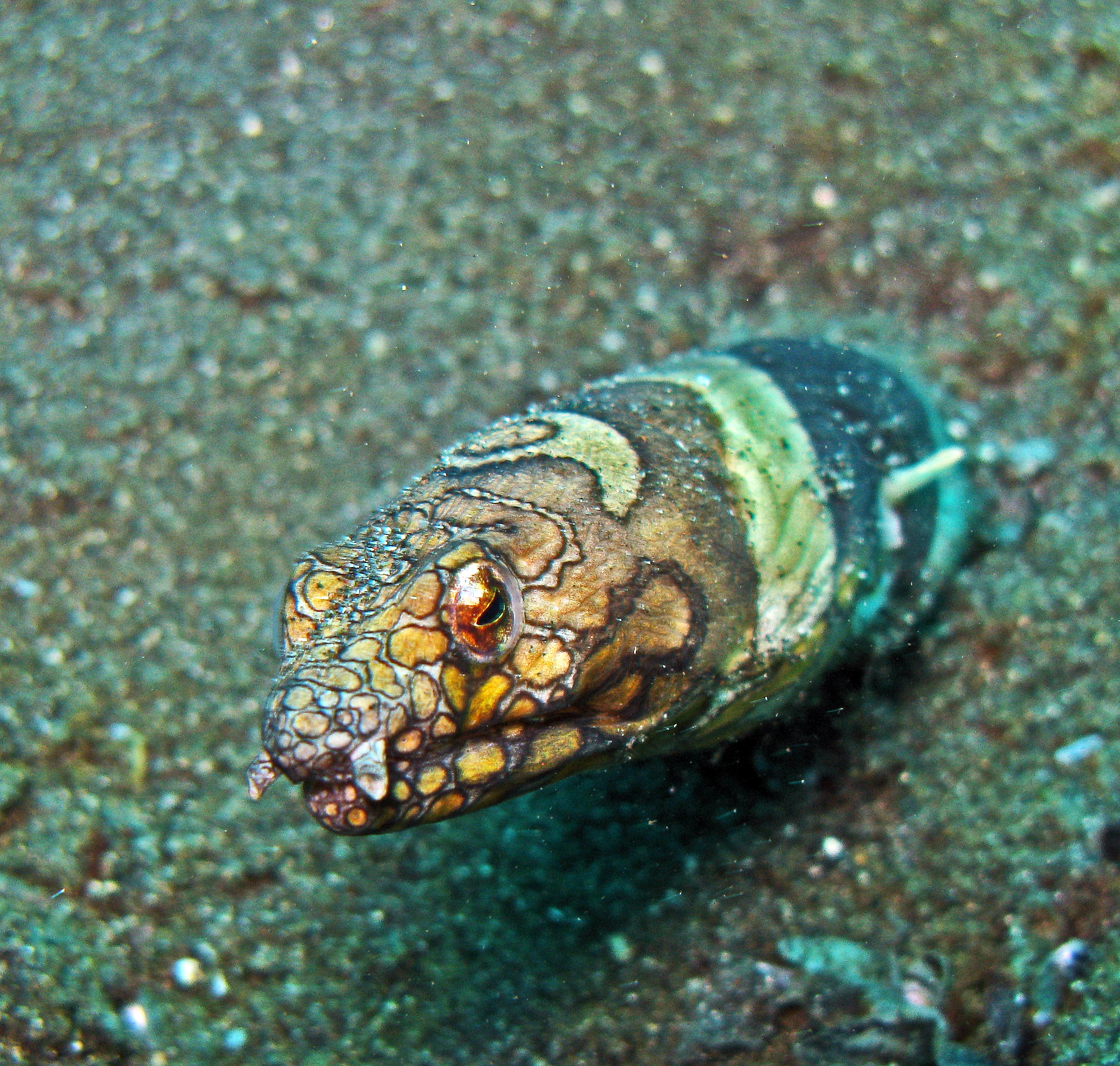
Ophichthus bonaparti
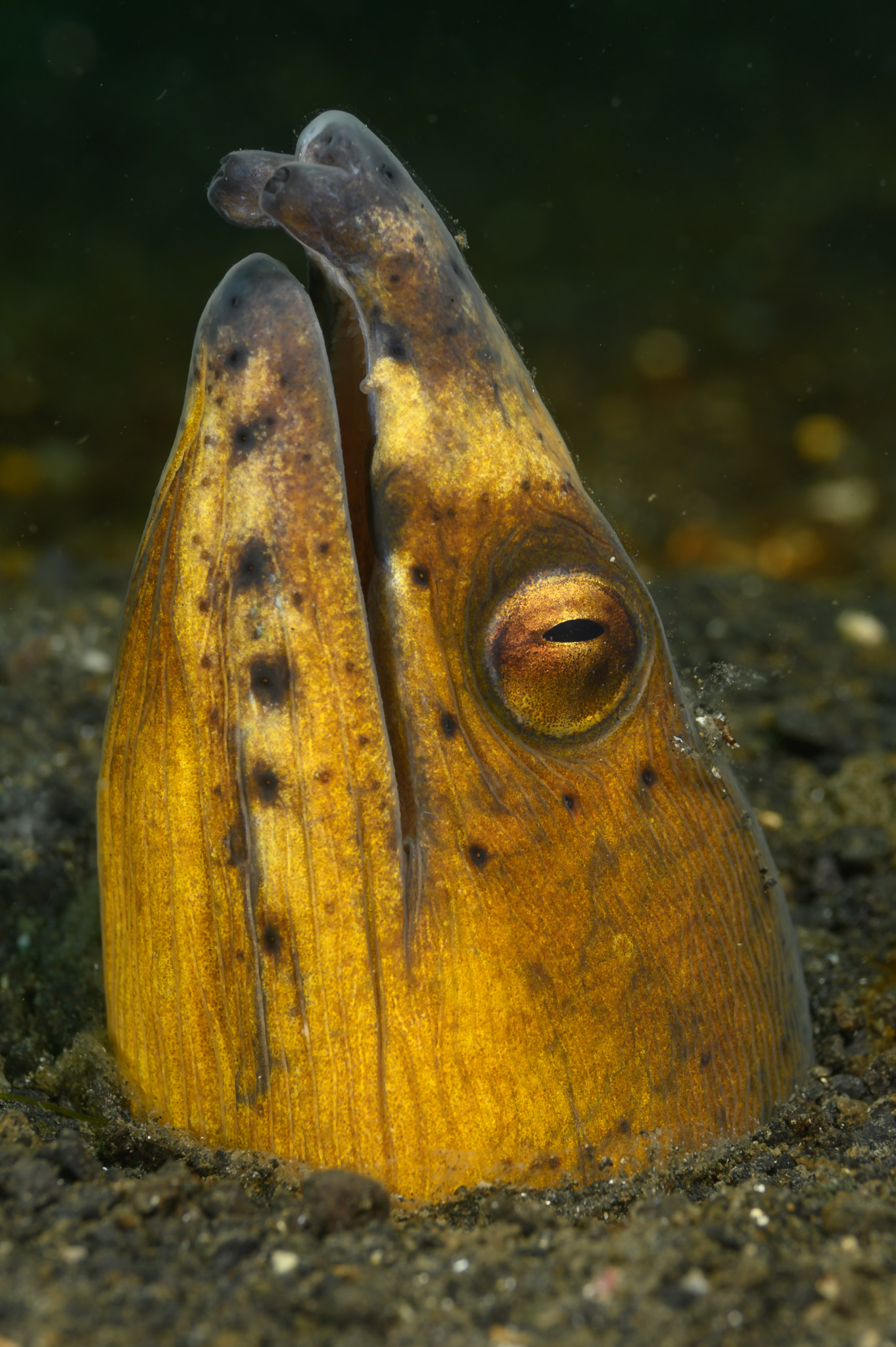
Ophichthus cephalozona
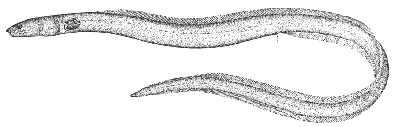
Ophichthus cruentifer
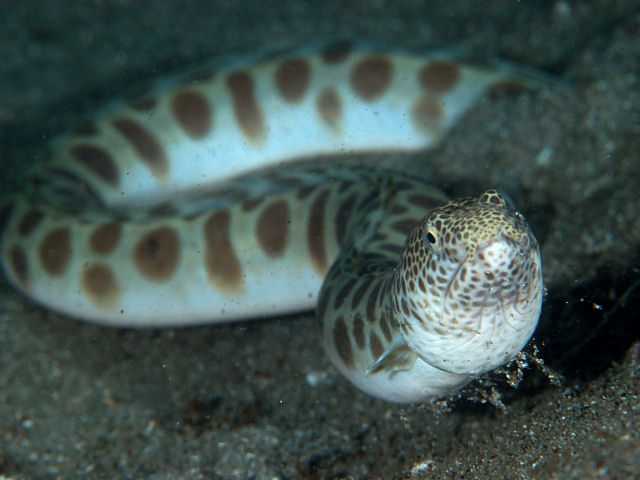
Ophichthus erabo
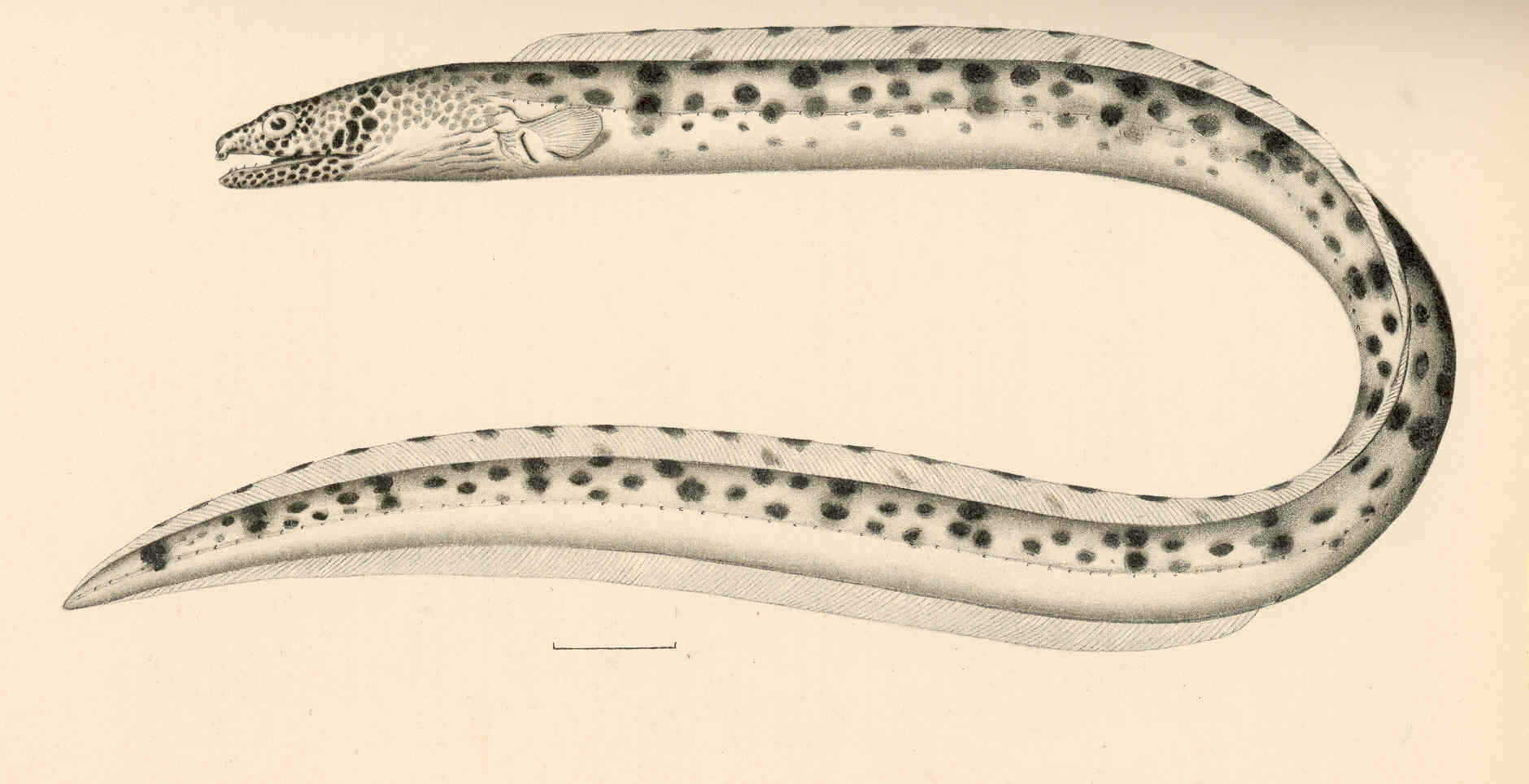
Ophichthus fowleri
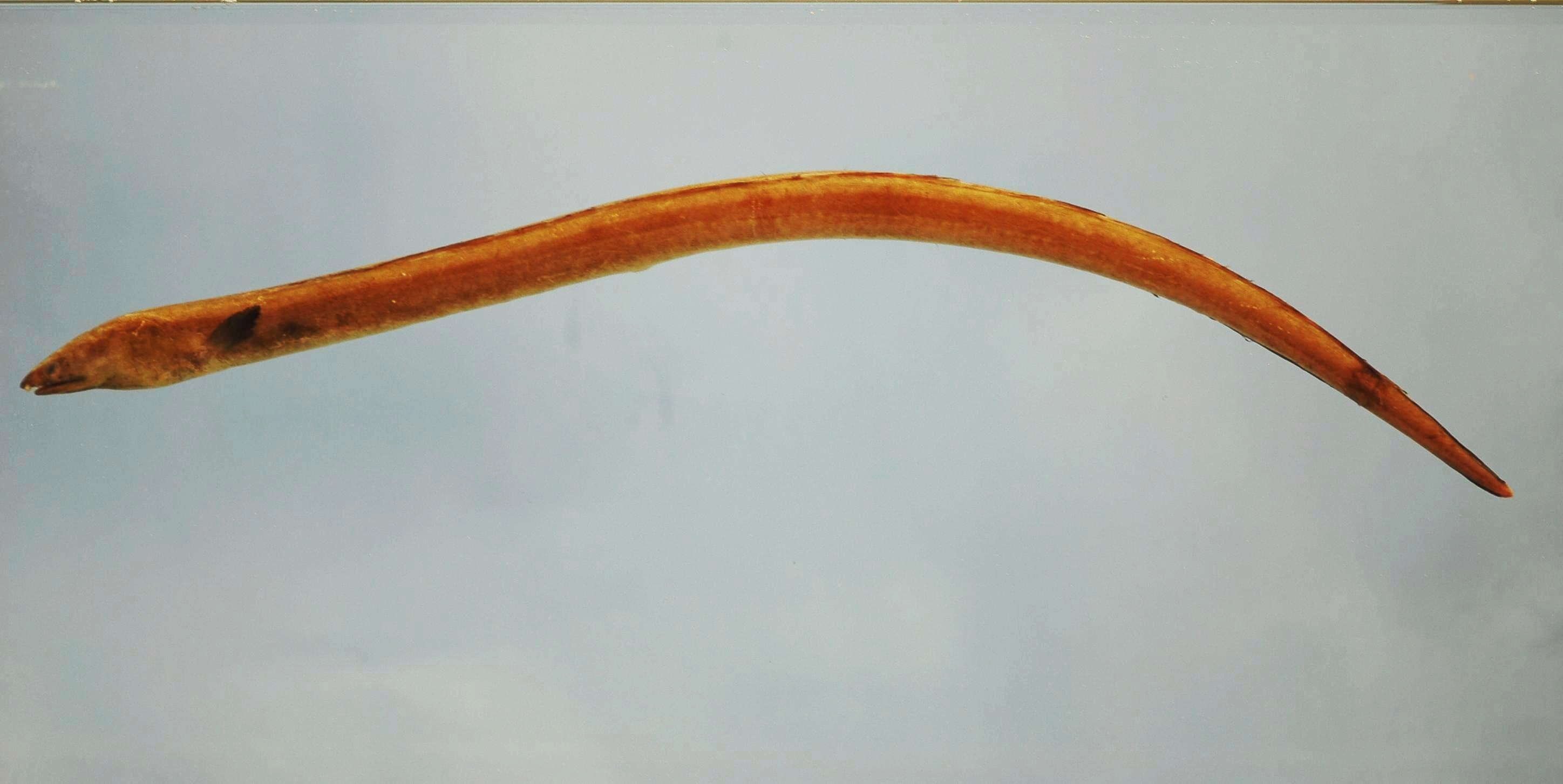
Ophichthus gomesii
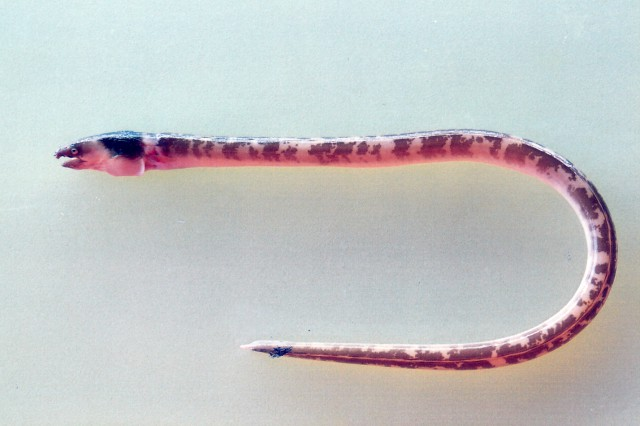
Ophichthus lithinus
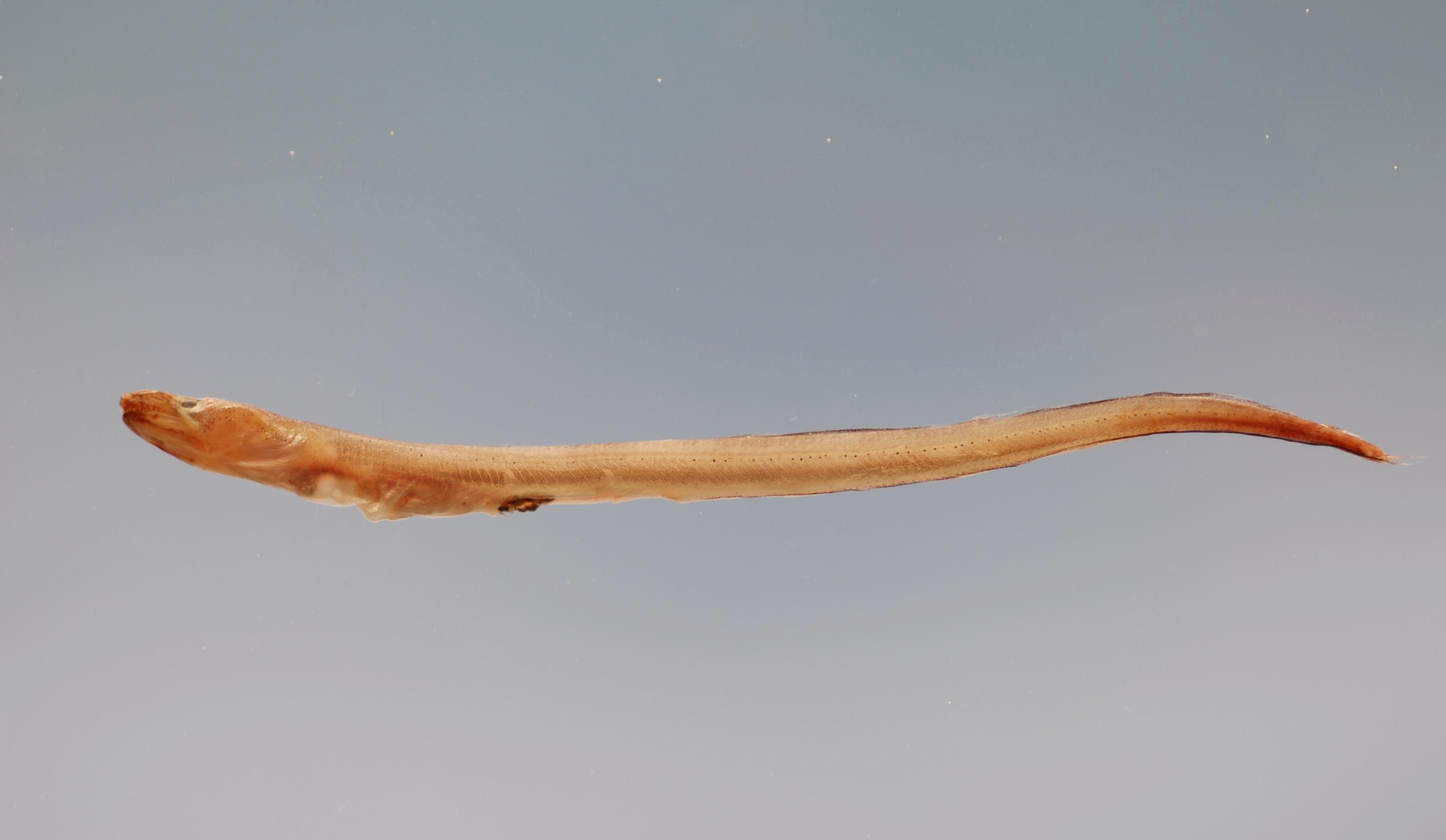
Ophichthus melanoporus
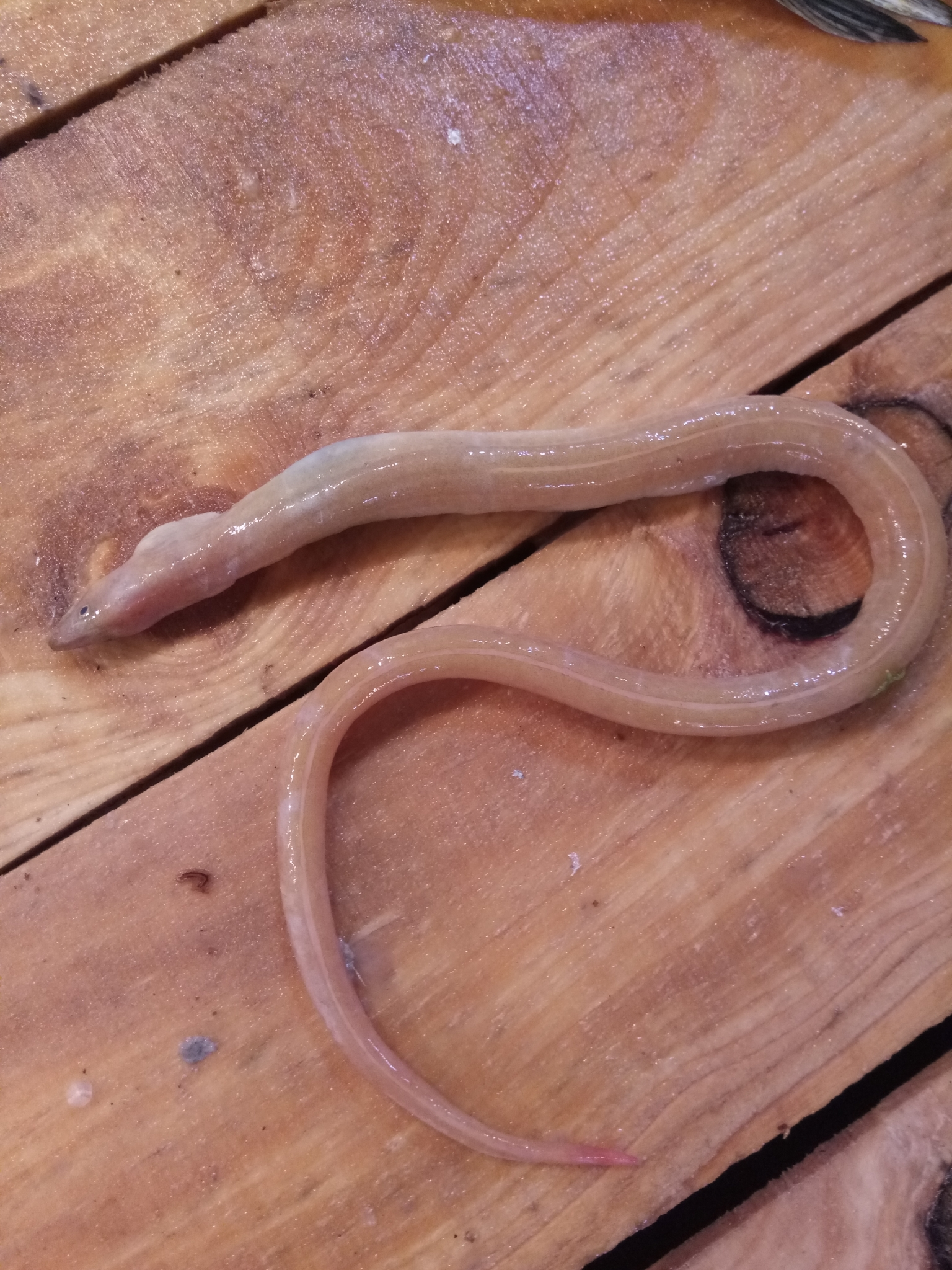
Ophichthus rufus
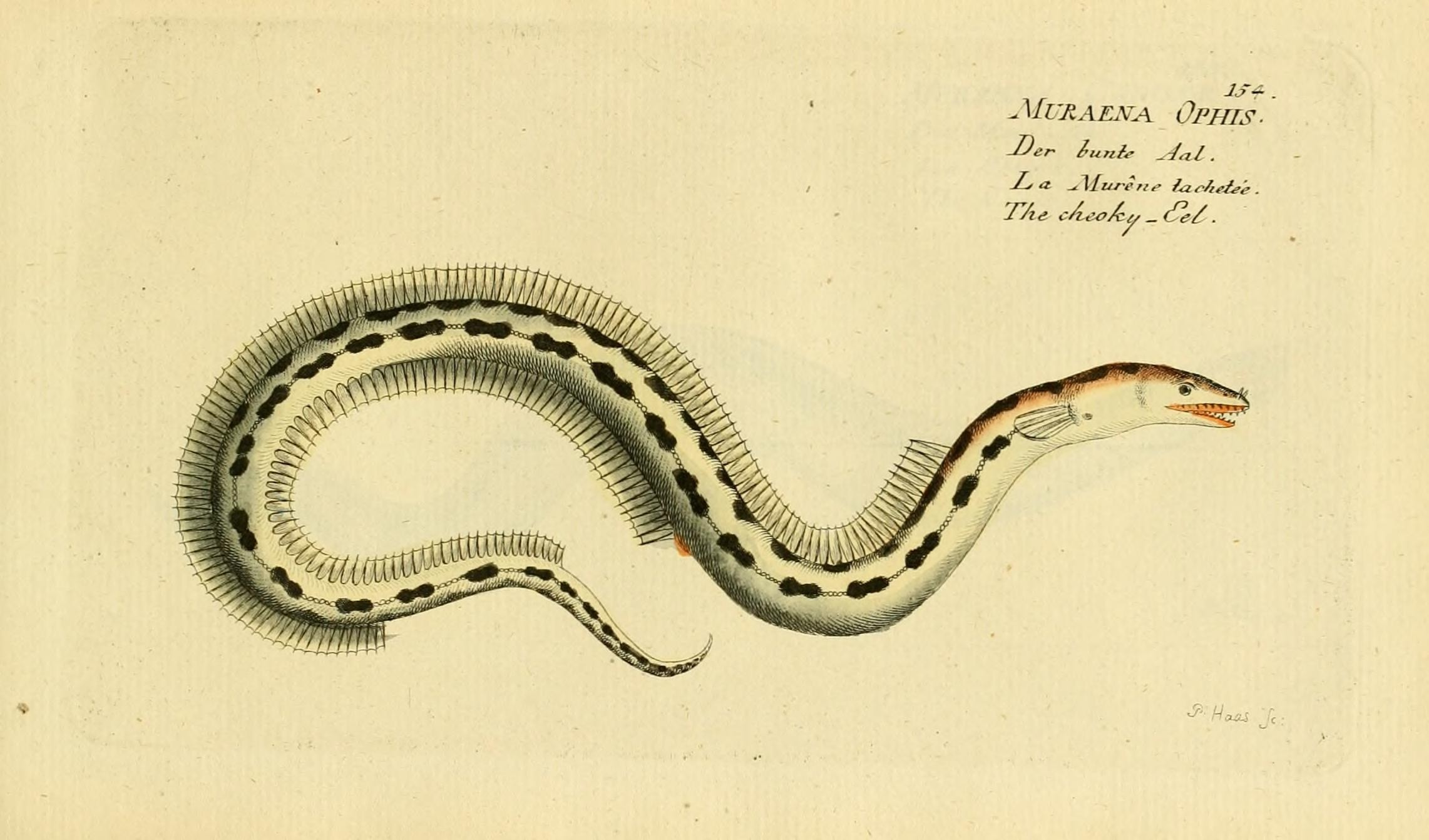
Ophichthus ophis
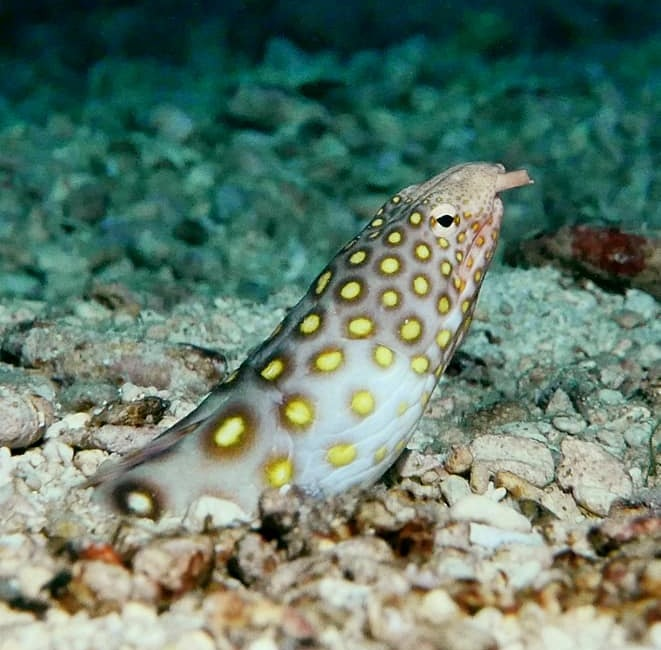
Ophichthus polyophthalmus
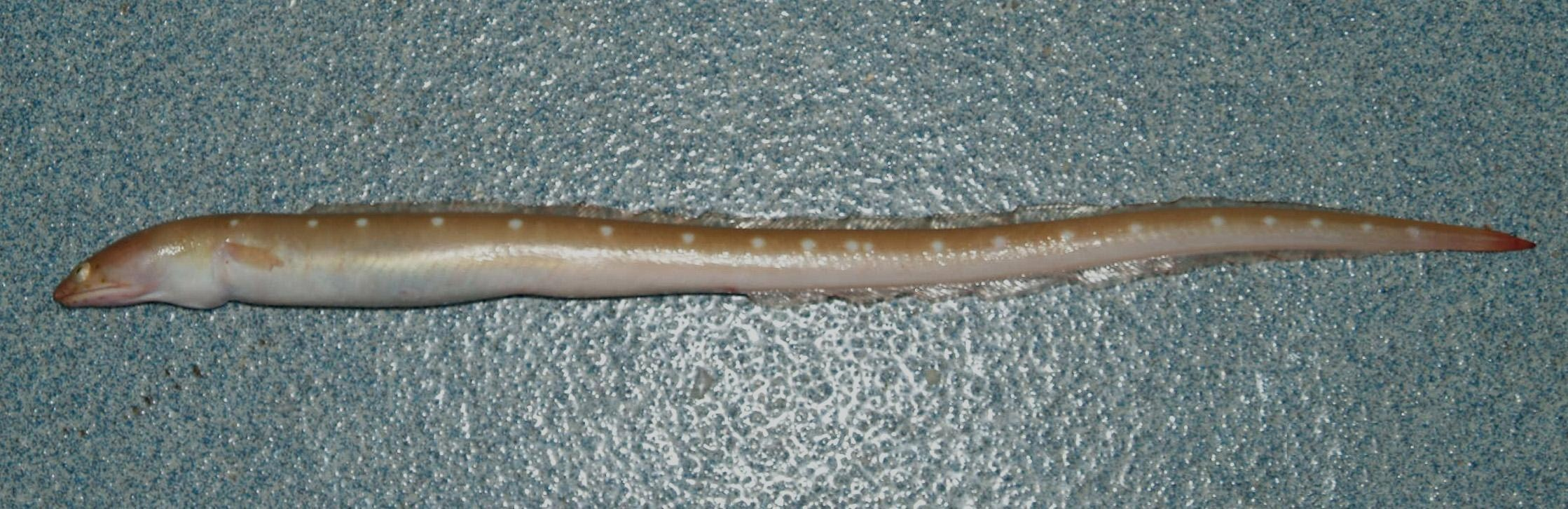
Ophichthus puncticeps
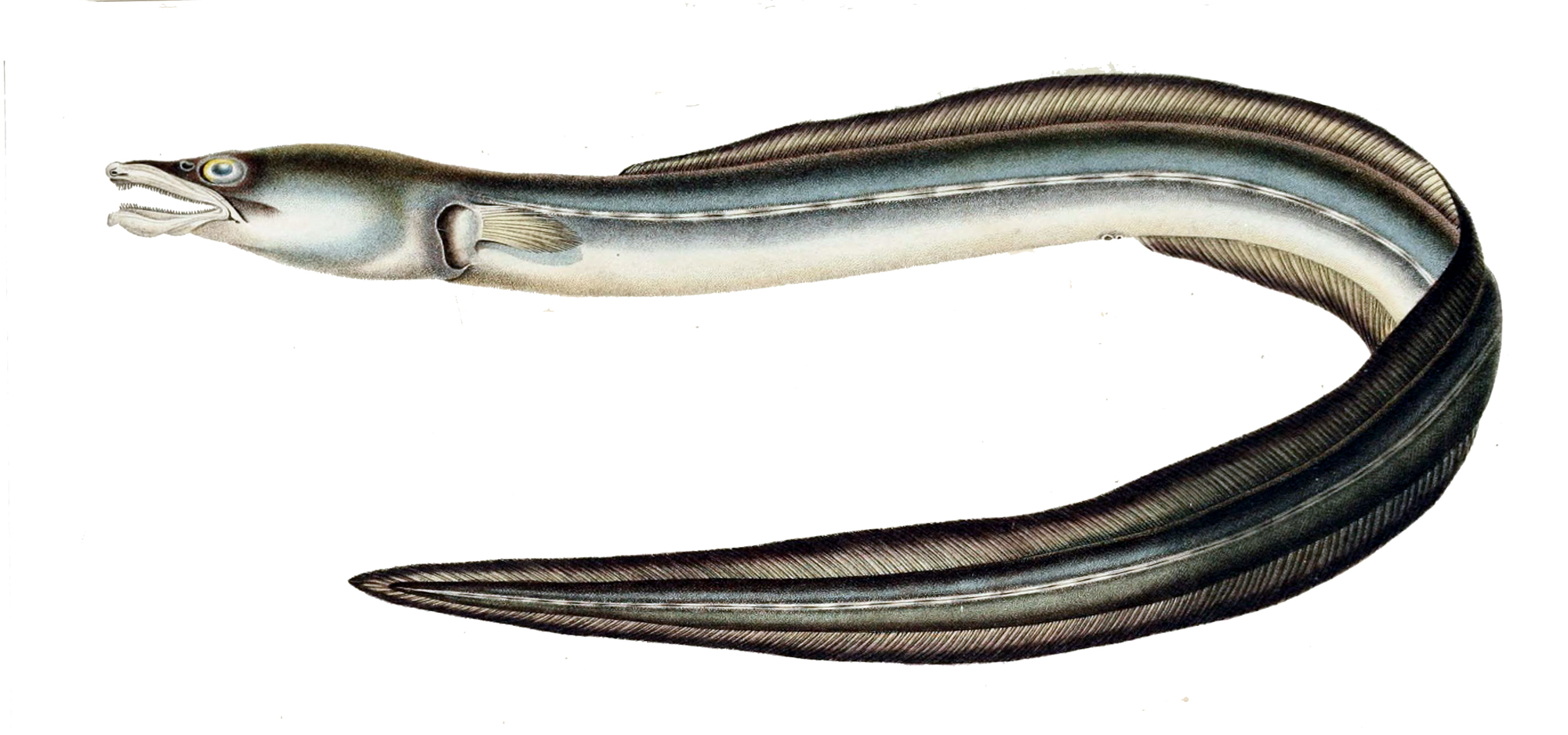
Ophichthus remiger
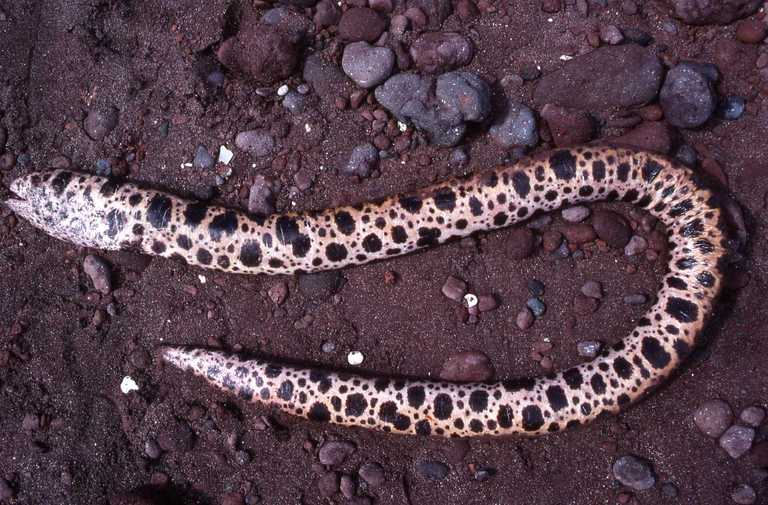
Ophichthus triserialis
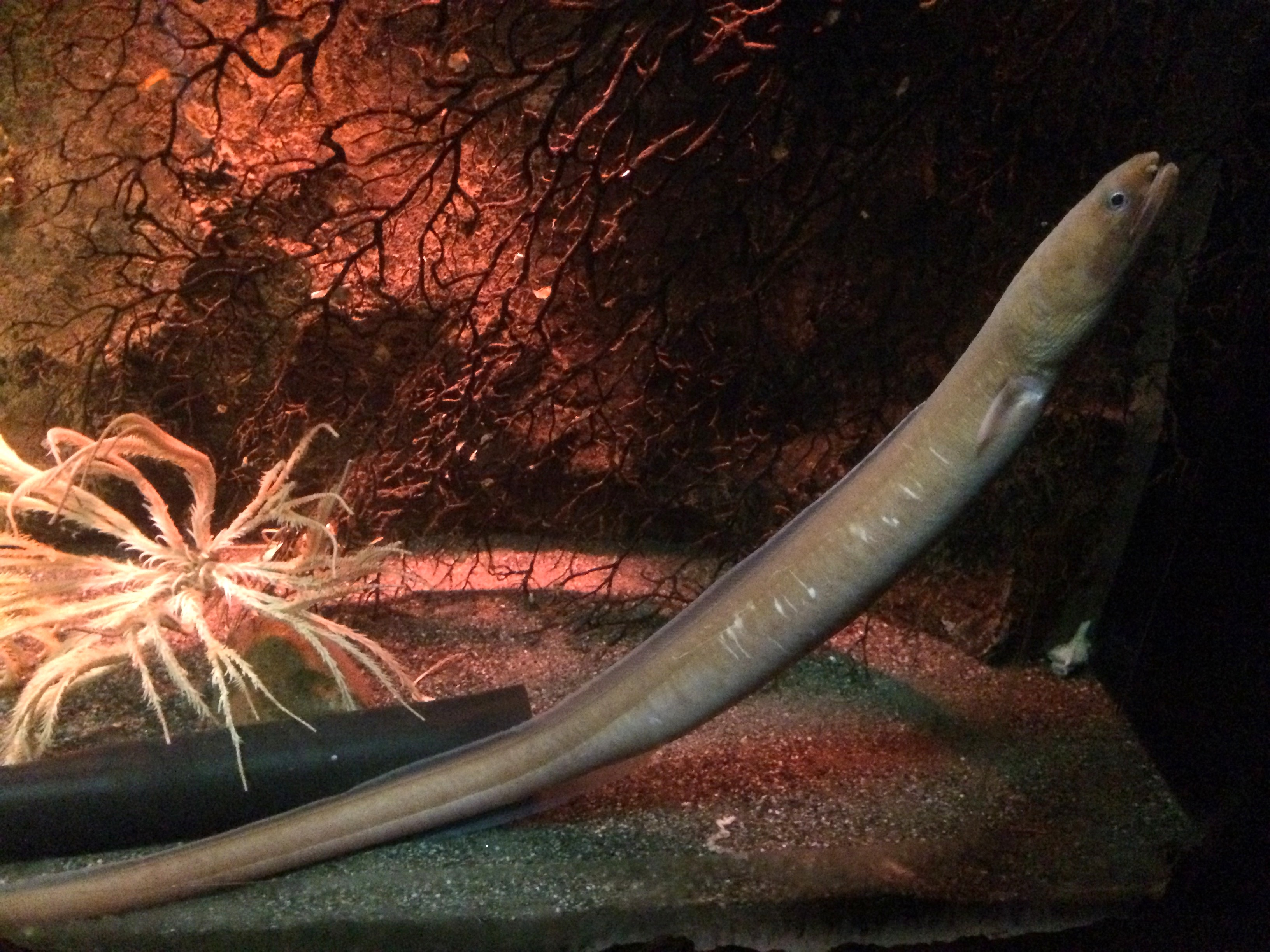
Ophichthus urolophus